# Парламентские выборы в Южной Осетии (2009)
Выборы парламента Южной Осетии пятого созыва — выборы парламента Республики Южная Осетия, состоявшиеся 31 мая 2009 года. Выборы впервые были проведены по пропорциональной системе. В выборах приняли участие четыре политические партии: Коммунистическая партия Республики Южная Осетия, Республиканская политическая партия «Единство», Социалистическая партия «Фыдыбаста» («Отечество»), Народная партия Республики Южная Осетия.

## Политическая жизнь республики в период перед выборами парламента
12 марта 2009 года президент Южной Осетии Эдуард Кокойты подписал указ о назначении выборов депутатов парламента Республики Южная Осетия пятого созыва на 31 мая 2009 года.
6 апреля 2009 года центральные избирательные комиссии России и Южной Осетии подписали протокол о сотрудничестве, рассчитанный на пять лет.
7 апреля 2009 года в Цхинвале прошел съезд партии «Фыдыбаста», лидером которой является Вячеслав Гобозов (партия в парламенте четвертого созыва не представлена, но входила в состав парламента третьего созыва).
9 апреля 2009 года состоялся съезд Коммунистической партии Республики Южная Осетия.
10 апреля 2009 года в Цхинвале прошел съезд Республиканской политической партии «Единство». На съезде партийцы обратились с просьбой возглавить список к президенту Южной Осетии, принимавшему участие в работе съезда, но он отказался. Список возглавил председатель партии Зураб Кокоев.
С наибольшими трудностями столкнулась Народная партия Республики Южная Осетия, позиционирующая себя как оппозиционная. В ней произошел раскол. 8 апреля 2009 года прошел съезд Народной партии с участием 53 делегатов под председательством члена совета партии А. Гассиева, которого уполномочил провести съезд председатель партии Р. Келехсаев. 10 апреля 2009 года произошел другой съезд Народной партии с участием 132 делегатов, под председательством члена Совета партии, участника общественной организации "Союз Защитников Осетии" В. Бибилова, путём голосования отстранивший Р. Келехсаева от руководства партии за грубые нарушения принципов партийной дисциплины и Устава партии и избравший председателем Казимира Плиева. На этом съезде выступил президент Южной Осетии Эдуард Кокойты. Позднее, 17 апреля ЦИК Республики Южная Осетия постановил, что к парламентским выборам будет допущена Народная партия РЮО, возглавляемая К. Плиевым.
Позднее возникли и проблемы и у Социалистической партии «Фыдыбаста». ЦИК Южной Осетии отказал в регистрации её лидеру В. Гобозову.
21 мая 2009 года заявила о себе югоосетинская оппозиция в Москве. В этот день несколько десятков человек пытались устроить перед зданием Государственной думы Российской Федерации несанкционированный митинг с лозунгами типа «Россия, помоги пресечь произвол на выборах в Южной Осетии». Около тридцати участников митинга была задержаны, среди них был и Альберт Джуссоев, югоосетинский бизнесмен, претендующий на роль лидера оппозиции. Полномочный представитель Республики Южная Осетия в Российской Федерации Д. Медоев, комментируя прошедшую акцию, отметил, что никакой югоосетинской оппозиции в Москве не существует, а авторы несанкционированной акции на Манежной площади уже несколько лет живут Москве и не имеют с Южной Осетией почти ничего общего. В то же время «их действия носят провокационный характер и направлены на срыв парламентских выборов 31 мая в Южной Осетии. Проведенная акция в какой-то мере дискредитирует и Россию, поэтому мы расцениваем действия так называемой «оппозиции» как провокацию».
30 мая 2009 года в СМИ появляется информация о том, что в Квайсе были задержаны родственники А. Джуссоева. Действительно, племянник бизнесмена Людвиг Джуссоев был задержан по обвинению в расклеивании листовок с интервью А. Джуссоева и был отпущен через день, 31 мая.

## Проведение выборов
В преддверии выборов особое внимание было уделено составлению списков избирателей и паспортизации жителей Ленингорского района, необходимой для того, чтобы принять участие в выборе парламента (процесс паспортизации был проведен с 15 апреля по 15 мая 2009 года).
19 мая 2009 года ЦИК Республики Южная Осетия открыла горячую линию по вопросам организации выборов и голосования.
Для проведения выборов было открыто 95 участков, из которых 88 на территории Южной Осетии: 18 — в Цхинвале, 14 — в Цхинвальском районе, 21 — в Джавском районе, 12 — в Знаурском районе, 22 — в Ленингорском районе. Несколько участков были открыты и на территории Российской Федерации: 6 — на территории Северной Осетии, 1 — в Москве.
Согласно информации ЦИК Республики Южная Осетия в избирательные списки было внесено 55 980 избирателей. Участковые избирательные комиссии получили 58 171 бюллетеней. Избирателям в помещениях для голосования было выдано 44 547 бюллетеней, а вне таких помещений (в переносных ящиках для голосования) — 1319 бюллетеней. Всего в выборах приняло участие 45 866 избирателей (81,93 % избирателей, включенных в списки для голосования). Были признаны недействительными 1 110 бюллетеней , 8 утрачены и 2 бюллетеня не учтены при получении.
Согласно югоосетинскому законодательству, выборы признаются состоявшимися при явке 50 % плюс один голос. За выборами следило более 100 наблюдателей из более чем 20 стран мира. Наибольшее число наблюдателей прибыло из Российской Федерации: от Совета Федерации России, Госдумы России, ЦИК РФ. Мониторинг выборов осуществляли представители «Молодой гвардии Единой России», Российского фонда свободных выборов, Московского бюро по правам человека, Общественной палаты России, российского общественного института избирательного права, Совета при президенте РФ по содействию развитию институтов гражданского общества.

## Итоги выборов
В результате выборов Коммунистическая партия Республики Южная Осетия получила 22,25 % голосов избирателей (8 депутатских мандатов), Республиканская политическая партия «Единство» — 46,38 % (17 депутатских мандатов), Республиканская социалистическая партия «Фыдыбаста» («Отечество») — 6,37 %, Народная партия Республики Южная Осетия — 22,58 % (9 депутатских мандатов).
В итоге выборов в высший законодательный орган Республики Южная Осетия прошли три партии, поскольку партия «Фыдыбаста» не набрала необходимых 7 % голосов избирателей.

## Признание итогов выборов
С итогами выборов не согласны некоторые партии Южной Осетии. Лидер Коммунистической партии С. Кочиев, отмечает, что значительную роль сыграли избиратели, голосовавшие в Северной Осетии. Предполагается, что ход дальнейших действий будет понятен после рассмотрения итогов по данным наблюдателей и выявления фактов нарушений поступивших в устной форме. Лидер партии «Фыдыбаста» В. Гобозов тоже высказывает неудовлетворенность итогами выборов. Он заявил, что «есть большие подозрения, что найдем очень много людей, которые проголосовали на разных участках, и очень много людей, которых не существует в природе. На прошлой неделе мы подали заявление в ЦИК о предоставлении нам списков избирателей, однако ЦИК даже не принял наше заявление. Он сослался на то, что они от партий заявлений не принимают». партия предполагает подать новое заявление и в случае отказа в его приеме обратиться в судебные инстанции. В то же время ЦИК Южной Осетии опровергает утверждение В. Гобозова о подаче заявления от его партии.
На международном уровне оценки прошедших выборов неоднозначны.
Группа наблюдателей во главе с председателем ЦИК РФ Владимиром Чуровым не зафиксировала серьёзных нарушений. По словам Чурова, «организация была на высшем уровне, были очень незначительные замечания».
Миссия наблюдателей от неправительственных организаций Российской Федерации и стран СНГ признала выборы свободными, открытыми и соответствующими международным избирательным стандартам. В состав миссии вошли 20 наблюдателей из Российской Федерации, Украины, Белоруссии, Казахстана, Молдавии, Таджикистана и Приднестровской Молдавской Республики.
Международный наблюдатель из Германии Вендт Хайнц заявил, что выборы в полной мере соответствуют европейским критериям: «Я член Организации защиты прав человека и защиты достоинства граждан. По сравнению с нашими выборами, по-моему, никаких различий нет, всё проходит демократическим способом».
Один из наблюдателей, депутат Европарламента Джульетто Кьеза заявил об отсутствии нарушений в ходе голосования.
Как заявил президент Южной Осетии Эдуард Кокойты, «это было волеизъявление нашего народа и наша республика наша государственность сдала очередной тест на зрелость». Ранее Кокойты назвал учения НАТО в Грузии в период выборов (на военной базе Вазиани в пригороде Тбилиси) провокацией и попыткой оказать давление на население Южной Осетии.
Государственный департамент США не признал итоги выборов. Председательствующая в Евросоюзе Чехия назвала выборы «нелегитимными». Выборы также не признал военный блок НАТО. 
Заместитель председателя думского комитета по международным делам РФ Леонид Слуцкий сказал, что легитимность выборов не вызывает сомнений. По его словам, законодательная база республики соответствует требуемым демократическим международным стандартам. Он раскритиковал позицию Евросоюза, приведя как пример «двойных стандартов» позицию ОБСЕ, отказавшихся прислать наблюдателей в Южную Осетию, но в конце 2007 года признавших выборы в Косово (в которых приняли участие преимущественно одни албанцы): «Факты формирования органов власти, в том числе и законодательной, в этой сербской провинции стали частью плана Марти Ахтисаари по отделению Косово от Сербии… Тогда они молчали про территориальную целостность и урегулирование межэтнических конфликтов».